# Star Wars episodi IV: Una nova esperança
Star Wars episodi IV: Una nova esperança (títol original en anglès Star Wars Episode IV: A New Hope, coneguda en els seus inicis simplement com Star Wars en la seva versió original i com a La guerra de les galàxies en la seva versió en català), és una pel·lícula de ciència-ficció que s'estrenà el 25 de maig de l'any 1977, i fou escrita i dirigida per George Lucas. Fou la primera pel·lícula que s'estrenà de Star Wars i la quarta en termes cronològics interns de la saga. Els dos films subsegüents continuaren amb la trama original (L'Imperi contraataca i El retorn del jedi), mentre que la nova trilogia (L'amenaça fantasma, L'atac dels clons i La venjança dels sith) descriu els esdeveniments previs a Una nova esperança, girant entorn de l'antagonista principal Darth Vader. L'estrena de la seqüela va provocar un canvi en el títol original de la pel·lícula, que va passar a incorporar el nombre d'episodi IV i el subtítol Una nova esperança.
A partir del seu llançament mundial, el 25 de maig de 1977, ha estat considerada com una fita en la història del cinema, principalment per l'ús d'efectes especials innovadors durant aquesta època. A més, és una de les pel·lícules més reeixides de tots els temps, així com una de les més influents en la cinematografia contemporània. Va obtenir sis premis Oscar d'un total de deu nominacions (incloent la de «millor pel·lícula», el qual va perdre davant Annie Hall de Woody Allen).
El guió va ser redactat per George Lucas mentre dirigia el seu primer llargmetratge, influenciat principalment pels còmics de Flash Gordon, les pel·lícules sobre samurais d'Akira Kurosawa i l'obra The Hero with a Thousand Faces de Joseph Campbell. En finalitzar el Festival de Cannes de 1971, Lucas va signar un acord amb la productora Universal Studios per realitzar dues pel·lícules, que més tard es convertirien en American Graffiti i Star Wars. El repartiment va estar integrat per: Mark Hamill, Harrison Ford, Carrie Fisher, Peter Cushing, Alec Guinness, Anthony Daniels, Kenny Baker, Peter Mayhew i David Prowse, el rodatge va ser realitzat a l'estepa tunisiana, Londres i Guatemala. Els efectes especials van anar a càrrec d'Industrial Light & Magic, empresa creada específicament per a aquesta pel·lícula.
La trama descriu la història d'un grup de guerrillers -coneguts com l'Aliança Rebel- l'objectiu del qual és destruir l'estació espacial estrella de la mort, creada per l'opressor Imperi Galàctic. Des d'una perspectiva general, la història s'enfoca en un jove granger anomenat Luke Skywalker, qui de manera sobtada es convertirà en un heroi quan acompanya el mestre jedi Obi-Wan Kenobi en una missió que el portarà a unir-se a l'Aliança Rebel per ajudar-los a destruir l'estació espacial de l'Imperi.
Star Wars es va convertir en la pel·lícula més taquillera de tots els temps, aconseguint una xifra superior a 775 milions de dòlars nord-americans. El rècord el va mantenir fins a 1982, any en què va ser superada per ET, l'extraterrestre de Steven Spielberg. El 1989, la filmoteca National Film Registry de la Biblioteca dels Estats Units va afegir el títol a la categoria «pel·lícula cultural, estètica o històricament important», mentre que el guió de Lucas va ser nomenat pel Sindicat de Guionistes dels Estats Units com un dels millors mai redactats.

## Argument
| «                                    | Fa molt de temps en una galàxia molt, molt llunyana […] És un període de guerra civil. Les naus espacials rebels, que ataquen des d'una base oculta, han guanyat la seva primera victòria contra l'Imperi Galàctic. Durant la batalla, espies rebels van aconseguir robar els plànols secrets de l'arma més recent de l'Imperi, l'Estrella de la mort, una estació espacial blindada amb el poder suficient per destruir un planeta sencer. Perseguida per sinistres agents de l'Imperi, la princesa Leia es disposa a tornar a casa a bord de la seva nau, custodiant els plànols robats que poden salvar el seu poble i restablir la llibertat a la galàxia [...] | » |
| — Text introductori de la pel·lícula | |   |

Enmig de la guerra civil galàctica, l'Aliança Rebel ha robat els plànols de la poderosa estació espacial Estrella de la mort, amb els quals espera obtenir avantatge en la guerra. Els plànols són transmesos a la Tantive IV, una nau diplomàtica al servei de la princesa Leia del planeta Alderaan. No obstant això la transmissió és interceptada per l'Imperi Galàctic, atrapant la Tantive IV prop de l'òrbita de Tatooine. De forma immediata, les tropes imperials prenen el comandament de la Tantive IV, amb Darth Vader al capdavant. Durant l'assalt, capturen a la princesa, que abans aconsegueix dipositar els plànols robats i un enregistrament hologràfic dins d'un androide anomenat R2-D2, el qual haurà d'escapar a bord d'una petita nau amb destinació al desèrtic Tatooine, juntament amb l'androide C-3PO.
En arribar a Tatooine, són capturats pels jawas, criatures del desert que es dediquen a comercialitzar parts d'androides i vehicles. Els androides són venuts a un granger anomenat Owen Lars i al seu nebot, Luke Skywalker, un jove amb ganes de conèixer l'espai. Casualment, quan Luke es troba netejant a R2-D2, activa part del missatge hologràfic de Leia, la qual cosa el porta a sospitar que li pertany a Obi-Wan Kenobi, un ermità de la zona. Poc després, el robot s'escapa de la granja d'Owen, de manera que Luke i C-3PO van en la seva recerca. Durant la seva travessia, són atacats pels habitants de les sorres, sent finalment rescatats pel mateix Obi-Wan. Un cop fora de perill, Obi-Wan li diu a Luke que ell és un cavaller jedi, revelant-li també que havia conegut al seu pare, també jedi, amb qui va lluitar en les Guerres Clon defensant la República. En veure el missatge hologràfic, Kenobi li ofereix a Luke la possibilitat d'acompanyar-lo a Alderaan, on li ensenyarà tot sobre la força. Seguint el rastre dels androides, les tropes imperials arriben a la granja d'Owen, on assassinen els oncles de Luke i ell motivat a venjar la seva mort, decideix acceptar la petició d'Obi-Wan i ajudar a la princesa capturada.

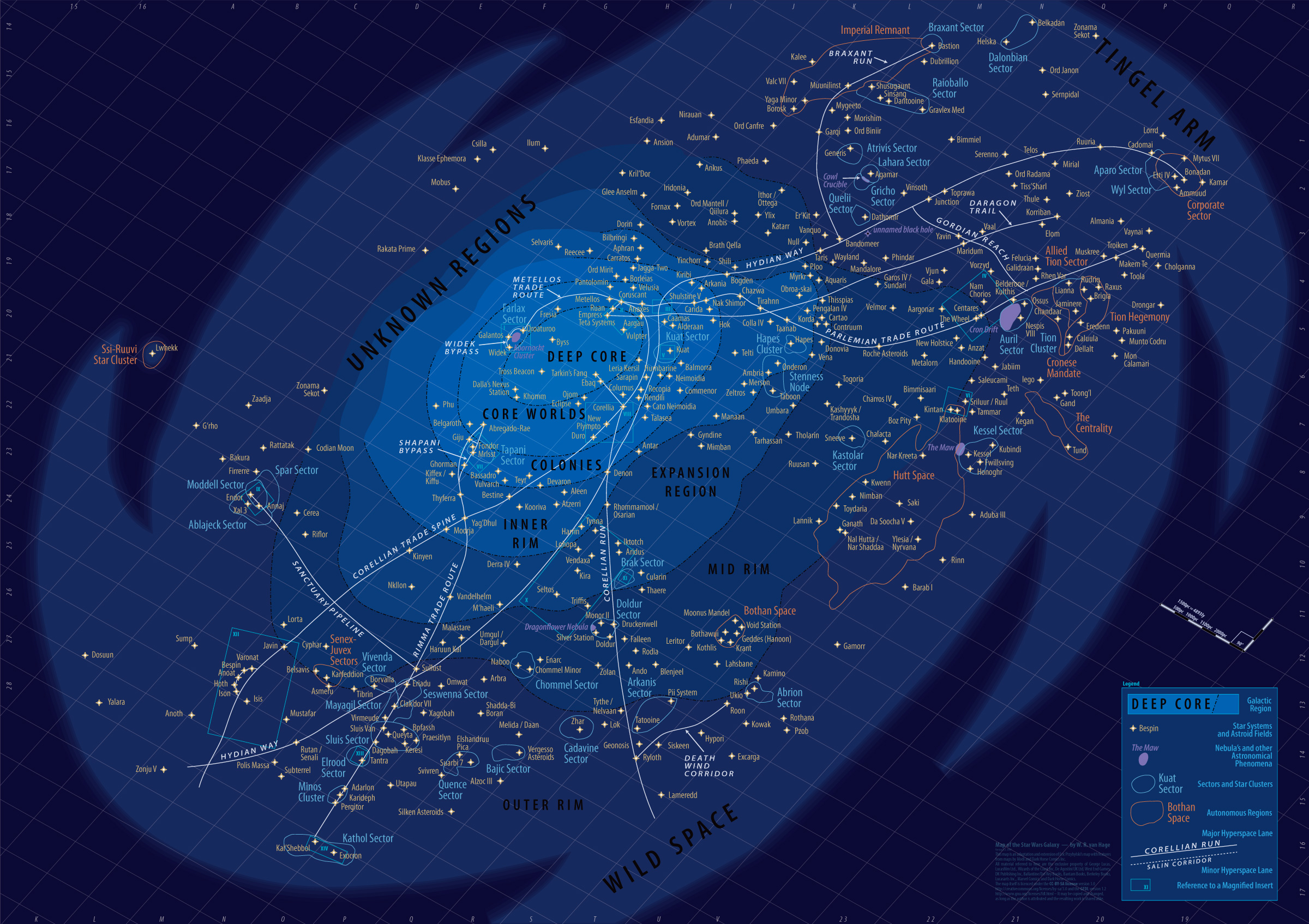
Mapa de la galàxia on es desenvolupen els esdeveniments de Star Wars.

Sent perseguits per les tropes imperials, Luke i Obi-Wan aconsegueixen arribar al port espacial de la ciutat Mos Eisley amb l'objectiu de trobar un vehicle que els porti a Alderaan. Dins d'una cantina, es troben amb el contrabandista Han Solo i el seu amic Chewbacca, qui els ofereixen portar-los a Alderaan a bord de la nau Falcó Mil·lenari, considerada per Solo com «la nau més veloç de la galàxia».
D'altra banda, Leia és interrogada i torturada per Darth Vader, ja que aquest vol saber on es troba instal·lada la base rebel, i per tant, els plànols robats. Malgrat la insistència de Vader, Leia demostra tenir una força considerable de control mental i no cedeix davant els interrogatoris, de manera que la porta davant el comandant de l'Estrella de la mort, Grand Moff Tarkin, qui l'amenaça de destruir el seu planeta d'origen, Alderaan, en cas que no col·labori amb l'Imperi. A causa d'això, Leia cedeix i li diu a Tarkin que la base es troba a Dantooine. Tanmateix, Tarkin destrueix Alderaan doncs Dantooine es troba massa lluny d'ells per a comprovar les paraules d'una presonera poc fiable.
Quan Han Solo i els altres arriben a Alderaan a bord del Falcó, es troben que el planeta ja no hi és, i en canvi s'adonen de la proximitat de l'estrella de la Mort, la qual aconsegueix atraure el Falcó fins al seu interior gràcies al seu feix tractor. Quan la nau aterra, els tripulants s'oculten en uns compartiments que Solo usava per al contraban. Després, descobreixen que la princesa es troba a l'estació, per la qual cosa decideixen dividir-se en dos grups: un per rescatar Leia i un altre per desactivar el camp de tracció. Com a part del seu pla, Luke i Han es fan passar per dos soldats que escorten un «presoner» (Chewbacca) al bloc de cel·les. Després d'un enfrontament amb tropes d'assalt, aconsegueixen rescatar Leia. Mentrestant, l'altre equip aconsegueix desactivar el camp de tracció, però es troben amb Darth Vader, que havia sentit la seva presència a l'estació. Obi-Wan s'enfronta amb ell en un duel amb sabres de llum. A l'adonar-se que l'altre grup ha aconseguit arribar a l'hangar on es troba el Falcó Mil·lenari, Kenobi aixeca el seu sabre làser i es rendeix, per la qual cosa Vader no vacil·la i acaba amb la seva vida.
Luke i els seus companys aconsegueixen escapar de l'Estrella de la mort. Leia no està del tot convençuda, ja que segons el seu criteri els han deixat escapar. En realitat, les tropes van col·locar un sistema de rastreig dins del Falcó Mil·lenari, de manera que la base rebel oculta a Yavin IV està ara en perill. Mentrestant, els tècnics rebels analitzen els plànols robats, i descobreixen un blanc, un punt feble de tot just dos metres d'ample, consistent en una escotilla de ventilació que comunica directament amb el sistema de reactors. Únicament un tret fet des d'una nau monoplaça podria arribar l'obertura. Sabent això, Luke i un esquadró de l'Aliança Rebel comencen el seu assalt sobre l'Estrella de la mort. No obstant això, Solo declina formar part de l'expedició. Després d'una batalla èpica, Luke és perseguit per Darth Vader, però just abans que Vader l'atrapi, apareix Solo en l'últim moment per ajudar a Luke i deixar-li el camí lliure per destruir l'estació espacial. Després d'escoltar la veu d'Obi-Wan, dient-li que usi la força, Luke desconnecta el seu ordinador i amb un tret precís aconsegueix destruir l'Estrella de la mort. En les escenes finals, és duta a terme una cerimònia a la base rebel del temple Massassi, on la princesa Leia concedeix a Luke i Han les medalles al valor per la seva actuació durant la batalla.

## Repartiment
- Mark Hamill com a Luke Skywalker: Skywalker és un jove que viu amb els seus oncles al planeta remot Tatooine. Sempre ha somiat a tenir un futur excel·lent, en comparació amb el seu estatus relatiu.
- Harrison Ford com a Han Solo: un cobdiciós contrabandista a qui Obi-Wan i Luke coneixen en una cantina, per després viatjar amb ell en la seva nau, el Falcó Mil·lenari, de la qual Chewbacca és el copilot.
- Carrie Fisher com la princesa Leia Organa: Integrant del Senat Imperial i membre de l'Aliança Rebel. Els seus plans consisteixen a robar els plànols de l'Estrella de la mort, amb els quals trobarà els punts més vulnerables d'aquesta.
- Alec Guinness com a Obi-Wan Kenobi: un vell cavaller jedi que va participar durant la gran guerra clon. És qui li revela a Luke l'existència de la força.
- Peter Cushing com a Grand Moff Tarkin: comandant de l'Estrella de la mort i governador regional. Encapçala la missió de recerca de la base secreta rebel, la qual vol exterminar.
- David Prowse com a Darth Vader: és un senyor fosc sith i una figura prominent en l'Imperi Galàctic. La seva veu original pertany a l'actor James Earl Jones.
- Anthony Daniels com a C-3PO: és un androide intèrpret que cau en mans de Luke Skywalker, i rarament es desenganxa de R2-D2.
- Kenny Baker com a R2-D2: robot mecànic que, igual que C-3PO, cau en mans de Luke. És portador d'un missatge secret adreçat a Obi-Wan Kenobi.
- Peter Mayhew com a Chewbacca: gran amic de Han Solo i copilot del Falcó Mil·lenari.
- Denis Lawson com a Wedge Antilles: pilot que lluita al costat de Luke en la batalla de Yavin.

Per escollir el repartiment principal, Lucas va compartir una sessió de càsting amb el seu amic Brian De Palma, que també buscava els actors del seu pròxim projecte titulat Carrie (basat en la novel·la homònima de Stephen King). Com a resultat, Carrie Fisher i Sissy Spacek participaren en els càstings d'ambdues pel·lícules.
En realitat, Lucas volia contractar actors joves que no tinguessin experiència en el cinema. Mentre audicionaba per al rol de Luke Skywalker, Hamill va concloure que els seus diàlegs eren massa estranys a causa dels conceptes relacionats amb la galàxia fictícia. Tanmateix, va decidir simplement llegir la seva part corresponent. Finalment va ser triat per al paper en comptes de William Katt, qui seria contractat per Carrie. D'altra banda, Lucas es negava a contractar Harrison Ford, car ja havia treballat amb ell a American Graffiti. En canvi, li va demanar que l'ajudes en el càsting, ja fos en llegir línies de diàleg amb els actors que audicionaven o explicant sobre el context de les escenes que interpretarien. Poc després, el triaria en lloc de Kurt Russell, Nick Nolte, Christopher Walken, Billy Dee Williams (qui interpretaria a Lando Calrissian en la seqüela) i Perry King.
De manera similar, la majoria de les actrius joves de Hollywood audicionarien pel paper de Leia, incloent Terri Nunn, Jodie Foster, i Cindy Williams. Finalment, Carrie Fisher va ser triada sota la condició que perdés deu quilos de pes per al personatge. Preocupat per la idea que l'estudi pogués reprovar el projecte davant l'absència d'actors reconeguts, Lucas va decidir contractar el veterà Alec Guinness, guanyador de l'Oscar al millor actor per la seva interpretació a El pont sobre el riu Kwai de 1957, com Obi-Wan Kenobi.
El càsting per als altres personatges va ser realitzat a Londres, on Mayhew seria triat per interpretar a Chewbacca amb només haver-se posat dempeus per saludar a Lucas. Per al mateix personatge audicionà Daniels, qui va ser triat pel rol de C-3PO, després d'observar una il·lustració del personatge elaborada per McQuarrie.

## Producció
La descripció detallada sobre com es va iniciar la franquícia Star Wars no ha pogut ser determinada a conseqüència de les diverses declaracions emeses per George Lucas, les quals tendeixen a canviar amb el transcurs del temps.

### Guió

Després de finalitzar el rodatge de THX 1138, United Artists va signar un contracte amb George Lucas per a la realització d'American Graffiti i Star Wars. Poc després, la companyia va abandonar els projectes.

El 1971, el director George Lucas va començar a concebre les primeres idees sobre Star Wars, mentre estava finalitzant la producció del seu primer llargmetratge, THX 1138. Tanmateix, després revelaria que en realitat el projecte havia sorgit abans de dirigir THX 1138. Influenciat directament per les historietes del personatge fictici Flash Gordon, intentaria inútilment obtenir els drets sobre aquestes per realitzar una adaptació cinematogràfica.
Després de finalitzar el rodatge de la seva primera pel·lícula, i en ple Festival de Cannes, la companyia United Artists va signar un contracte amb el director per a la realització de dues pel·lícules. La primera reflectiria a la joventut nord-americana de principis dels anys 1960 (American Graffiti) mentre que l'altra giraria al voltant d'una opereta espacial anomenada The Star Wars. No obstant això, United Artists es va deslligar de la primera just quan Lucas començava a escriure el guió. En canvi, Universal Studios va accedir a encarregar-se de la producció i distribució del film, el qual es va estrenar el 1973. En finalitzar American Graffiti, el director va començar a enfocar la seva atenció en The Star Wars, començant a redactar els primers esbossos el gener d'aquest mateix any. En aquell moment, encara desconeixia la recepció aconseguida per American Graffiti, de la mateixa manera que no comptava amb una estructura ben definida de tots els detalls vinculats a l'opereta espacial.

#### Primers escrits
El guió es va començar a redactar de manera progressiva, segons Lucas anava afegint els elements principals de la trama sobre la marxa. D'aquesta manera, va inventar diversos noms que serien assignats a una personalitat en particular, els quals tenien en comú el fet de posseir una estranya pronunciació. Tot i que la majoria van ser descartats en revisions posteriors de l'escrit original, una bona part va aconseguir ser introduïda en el guió definitiu i en les continuacions de la pel·lícula. Entre aquests es troben Luke Skywalker i Han Solo. Igualment, altres més serien considerats durant la producció de la trilogia prèvia als successos d'Una nova esperança, sent el cas del personatge Mace Windu, que després va passar a ser conegut simplement com a Windu. Més endavant, Lucas recopilà els seus esbossos per conformar una sinopsi de dues pàgines d'extensió, titulada The Journal of the Whills, sobre el fill d'un famós pilot que després seria entrenat com a aprenent de padawan per un respectable jedi-bendu, relat el qual al final no tenia molt a veure amb l'escrit que arribaria a ser considerat per a l'adaptació cinematogràfica. Entestat a crear un nou escrit que resultés més comprensible per als estudis Universal, Lucas va decidir basar-se en els elements narratius de Kakushi toride no san akunin (La fortalesa amagada), del director Akira Kurosawa. De manera similar al que ha passat amb Flash Gordon, intentaria adquirir els drets per a una nova versió fílmica de Kakushi toride no sant Akunin, sense progressar tampoc aquesta vegada en els seus esforços. Finalment, va decidir crear un escrit de 14 pàgines inspirat en el llibre The Films of Akira Kurosawa de Donald Richie. Aquesta sinopsi tenia diverses similituds amb la pel·lícula de Kurosawa, amb el que semblava un text idèntic les úniques diferències radicaven en els noms i escenaris principals de la història.

#### La negociació amb 20th Century Fox
Poc després de crear la sinopsi idèntica a Kakushi toride no sant Akunin, Universal Studios es va deslligar de la pel·lícula pensant que el seu pressupost es tornaria massa arriscat per invertir-hi. Davant això, Lucas es va reunir amb el productor executiu de 20th Century Fox Alan Ladd Jr -fill de l'actor de cinema negre Alan Ladd-, amb qui va signar un contracte per començar el rodatge de The Star Wars el juny de 1973. Probablement, la raó primordial per la qual Alan Ladd Jr havia decidit donar-li suport, era la fe que tenia en les capacitats de George Lucas, que més endavant va puntualitzar, «Ladd va invertir en mi, no en la pel·lícula.» Arran del contracte, el finançament per al film va aconseguir la xifra de 150.000 dòlars, amb la qual el director redactaria el guió i començaria el rodatge, a partir de la seva última sinopsi, va completar el seu primer guió al maig de 1974.

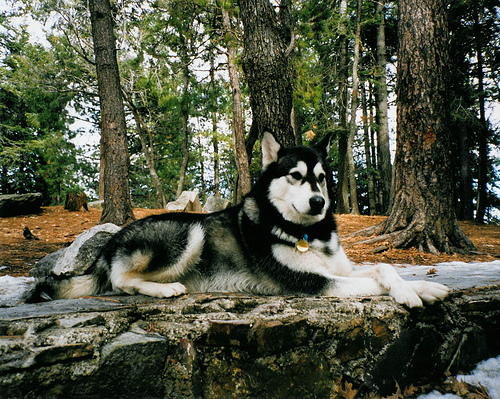
El malamut d'Alaska de Lucas, anomenat Indiana, va servir d'inspiració per a crear el personatge de Chewbacca, acompanyant de Han Solo. Anys després, el seu nom seria considerat per l'icònic aventurer Indiana Jones.

El primer llibret de Star Wars va incorporar de nou els jedi, que havien estat descartats en els anteriors escrits, així com els principals antagonistes de la història, és a dir, els sith. A més, el protagonista va patir un canvi radical en la seva concepció, car inicialment era un general adult i en aquest text va començar a ser descrit com un adolescent. El general romandria en la trama com un dels personatges integrants d'una família de nans. Per altra banda, el contrabandista del planeta Corellia, Han Solo, era un gran monstre verd amb brànquies que tenia com a acompanyant ideal a la criatura Chewbacca, inspirada en Indiana (nom del malamut d'Alaska de Lucas, el nom també serviria d'inspiració per al personatge Indiana Jones). Els elements restants serien perfeccionats en les revisions, ja que el cineasta estava més concentrat en els esdeveniments de l'argument que en els personatges i escenaris. La sinopsi que un cop va arribar a ser idèntica a la pel·lícula de Kurosawa, ara començava a divergir amb la inclinació de Lucas per la ciència-ficció, a partir de l'estudi i anàlisi d'algunes pel·lícules, llibres i còmics distintius del gènere. Un dels conceptes indispensables que donaria forma a la trama principal -la relació familiar entre un jedi i el seu fill, qui després seria entrenat per un dels amics del seu pare per convertir-se en un mestre jedi- va ser introduïda en el primer guió, encara que l'única diferència girava al voltant que el pare era un heroi que encara vivia durant les primeres seqüències. També va ser descrit per primera vegada l'antagonista Darth Vader, que peculiarment era vist per Lucas com un heroi caigut més que com un supermalvat.
Tot i que es distreia amb altres projectes moments abans de tornar a revisar el guió original, Lucas va finalitzar un segon guió el gener de 1975. Aquest nou escrit encara presentava algunes diferències substancials entre els personatges i les seves relacions individuals. Per exemple, Luke (el cognom original era «Starkiller») tenia diversos germans i el seu pare apareixia en escena just abans de finalitzar la història. A causa d'això, el segon llibret de Star Wars era interpretat més aviat com un conte de fades que com un relat d'acció i aventura, típic dels escrits anteriors. Cal esmentar que aquesta redacció concloïa amb un text lliscant que esmentava els següents successos que continuarien la història, sent llavors la primera vegada que s'introduïa el concepte dels textos lliscants per explicar el context de cada nova pel·lícula de Star Wars. A més, va introduir el concepte de la conversió d'un jedi a l'ordre fosca dels sith, específicament d'un membre notable que decidiria continuar els seus entrenaments amb un mestre sith per perfeccionar les seves habilitats. Poc després, l'il·lustrador Ralph McQuarrie va ser contractat per representar els anteriors conceptes en escenes visuals que acompanyarien al segon guió, un cop fos entregat als estudis Fox.

#### Últimes revisions
Un tercer llibret va ser redactat per Lucas l'1 d'agost de 1975 sota el títol The Star Wars: From the Adventures of Luke Starkiller. Aquest nou escrit contenia la major part dels elements definitius de la pel·lícula, tot i que encara presentava lleugeres diferències en els personatges i paratges. Per exemple, Luke era descrit com un nen, el pare del qual havia mort temps enrere.
Finalment, i després d'una revisió al guió anterior, Lucas va completar un quart i últim guió l'1 de gener de 1976 amb la denominació The Adventures of Luke Starkiller. En col·laboració amb els seus amics Glòria Katz i Willard Huyck, va decidir perfeccionar els últims detalls després dels quals començaria l'etapa de producció. Amb l'èxit d'American Graffiti per part de la crítica especialitzada, el realitzador va tenir l'oportunitat de renegociar el seu contracte original amb Alan Ladd Jr, en una acció que el va portar a assegurar els drets sobre futures continuacions de la pel·lícula, així com a protegir els altres esbossos que no van ser utilitzats a Una nova esperança, amb el que ell participaria directament dels guanys que recollissin els productes derivats del que pretenia iniciar una franquícia. Durant el rodatge, va continuar treballant en la història per afegir relats secundaris com la mort d'Obi-Wan Kenobi, després d'adonar-se que aquest no era absolutament indispensable per les últimes seqüències.

#### L'escrit inexistent
Sovint, George Lucas ha dit que la trilogia original va ser escrita en realitat com un sol film, però com el guió era molt llarg, va decidir dividir-lo en tres parts que després constituirien les tres primeres pel·lícules de Star Wars. No obstant això, cap dels esbossos creats per Lucas havia tingut més pàgines o escenes que el seu llibret definitiu. De qualsevol manera, el seu segon guió podria ser l'escrit el qual ha fet referència en els seus enunciats. En la seva obra The Secret History of Star Wars, Michael Kaminski va dir que aquest llibret havia estat estructurat d'una manera similar al que després es convertiria en el guió final, afegint que només alguns dels seus elements van ser represos en les continuacions de Star Wars: Una nova esperança, com ara l'escena de la persecució al camp d'asteroides (traslladada a L'Imperi contraataca) i una batalla al bosc on participen wookiees (en El retorn del Jedi els wookies serien reemplaçats per ewoks). A més, Kaminski va suggerir que cap dels fils argumentals principals en què es basen les seqüeles va estar present en anteriors escrits, desmentint llavors el comentat per Lucas. Temps després, el cineasta admetria tot això.

### Rodatge
El 1975 George Lucas va constituir l'empresa d'efectes especials Industrial Light & Magic, després de la desaparició del departament respectiu pertanyent a 20th Century Fox. A partir d'això, el procés de realització dels efectes que acompanyarien a Star Wars va començar en un magatzem de Van Nuys, Califòrnia, amb base en la tècnica de control fotogràfic del moviment, amb la qual es crearia una il·lusió òptica que quan a la mida d'alguns objectes, emprant càmeres petites que es mourien lentament. Les naus espacials van ser construïdes a partir d'imatges creades per Joe Johnston, amb aportacions de Lucas i il·lustracions de McQuarrie. Apartant del que ell va considerar com la «tradicional galanura inherent a qualsevol element de la ciència-ficció», va optar per utilitzar el concepte d'un «univers ja concebut prèviament», on tots els objectes (naus espacials, edificis, etcètera) es veiessin antics i bruts.

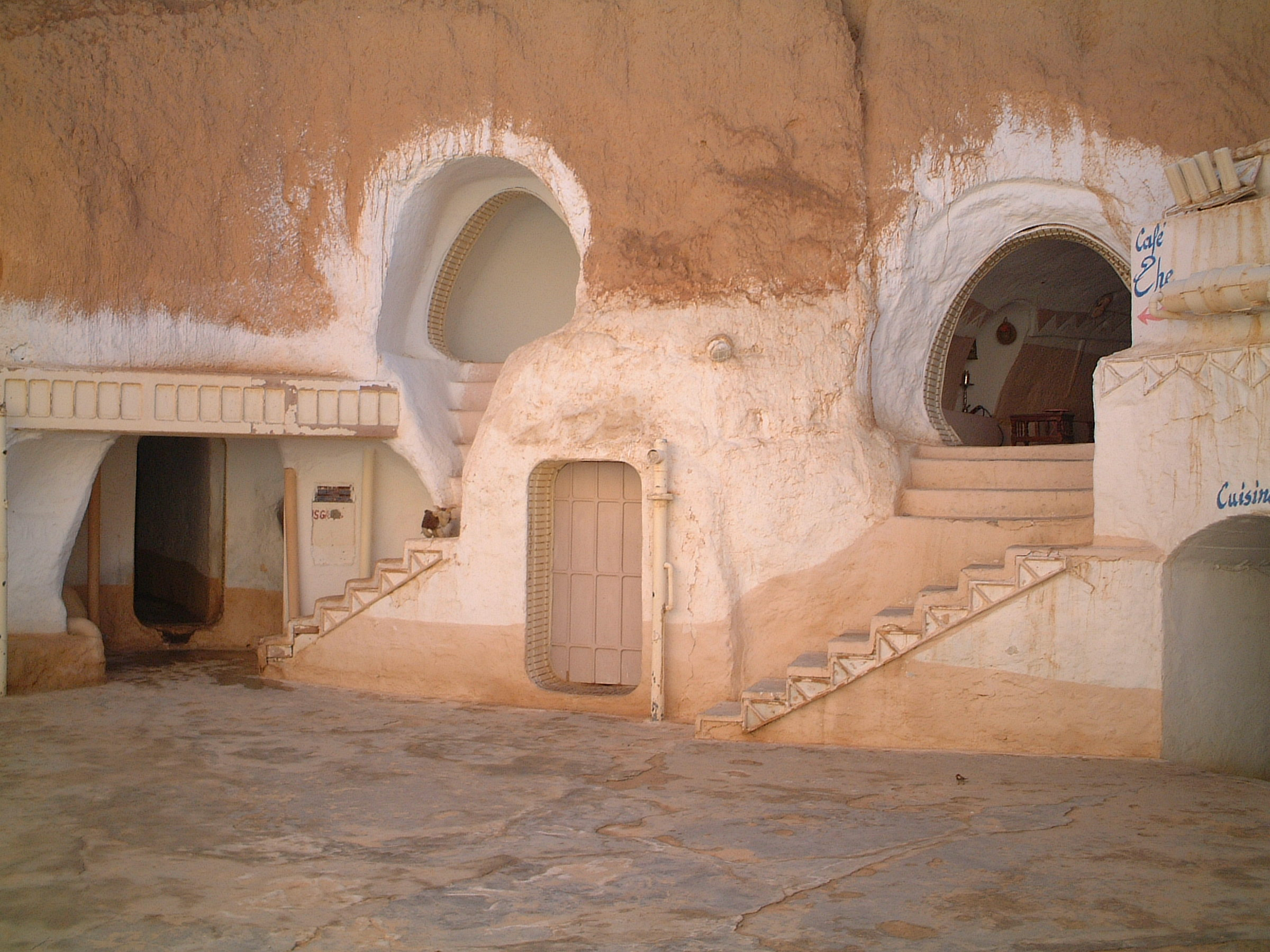
Edificació subterrània a Matmâta, Tunísia, que va ser utilitzada per representar la llar de Luke Skywalker en el planeta Tatooine.

Quan el rodatge va començar el 22 de març de 1976 en el desert tunisià per les escenes corresponents a Tatooine, l'equip de producció es va enfrontar a diversos problemes. Entre aquests es destaca que l'agenda de treball es va endarrerir a causa d'una estranya tempesta, sumant el mal funcionament de la utilleria i algunes avaries electròniques. Part d'aquests problemes són descrits en l'anècdota de l'actor Anthony Daniels (C-3PO), qui va resultar ferit després que una de les peces que formava la cama esquerra del robot es trenqués i travessés el plàstic que cobria la seva pell. Quan les tasques a Tunísia van finalitzar, l'equip es va traslladar als Estudios Elstree, prop de Londres, després de considerar que seria un millor entorn per filmar. Tanmateix, van tornar a sorgir nous problemes, entre els quals hi havia el poc interès en la pel·lícula per part del repartiment principal. Com que molts d'ells consideraven el projecte com un film infantil, optaven per no prendre el treball amb la serietat que requeria, catalogant-lo de jocós. Temps després, l'actor Kenny Baker (R2-D2) confessaria que, des del seu criteri, la pel·lícula estava destinada a convertir-se en un fracàs. Per Harrison Ford (Han Solo), Star Wars era «un projecte estrany», ja que descrivia una història on hi havia una princesa amb monyos en el seu cabell i «un gegant disfressat de mico» (Chewbacca). Igualment, considerava que els diàlegs eren complexos, cosa que després li comentaria a Lucas: «És possible que puguis escriure totes aquestes ximpleries, George, però estic segur que ni tu podries pronunciar-les bé».

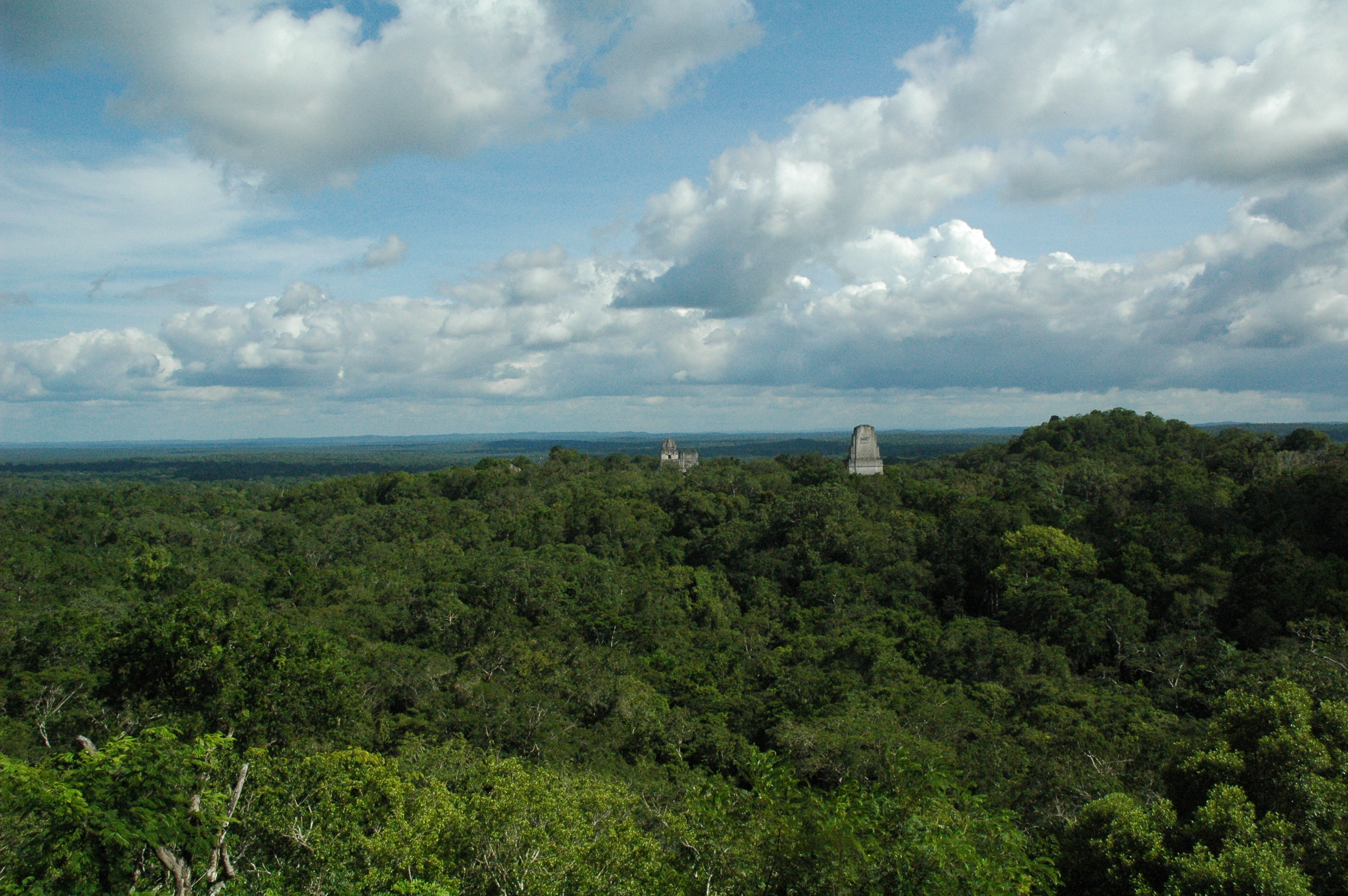
Ruïnes maies a Tikal, Guatemala, les quals van ser utilitzades com a base rebel.

D'altra banda, Lucas va tenir desacords amb el director de fotografia Gilbert Taylor, a qui el productor Gary Kurtz el catalogava com a integrant «rigorós» de la «vella escola». Davant d'això i tenint experiència en la realització de cinema independent, Lucas va decidir crear la majoria de les seqüències i elements de la pel·lícula pel seu propi compte. Els suggeriments del cineasta van ser rebutjades per un ofès Taylor, qui sentia que Lucas l'humiliava en donar-li instruccions específiques sobre com fer les coses. De la mateixa manera, en diverses ocasions va demostrar la seva frustració pels vestidors, paratges i alguns altres elements, els quals no considerava com a part de la seva «visió original» de Star Wars. Rarament conversava amb els actors, els quals sentien que Lucas esperava molt més d'ells quan la seva interpretació era «mínima», les principals interaccions entre Lucas i el repartiment consistien en termes com «més ràpid» i «més intens».
Ladd li va oferir part del poc suport que tenia de la productora, davant l'acord per votació dels membres de la junta directiva sobre el pressupost creixent i del guió complex. Després de dues setmanes més de retard, Ladd li va dir a Lucas que hauria de finalitzar el rodatge en una setmana o li cancel·laria definitivament el finançament i, per tant, el projecte. D'aquesta manera, l'equip realitzador es va dividir en tres unitats, dirigides per Lucas, Kurtz i el supervisor Robert Watts, com a estratègia per complir amb l'ultimàtum de la Fox.
Durant la següent setmana, l'elenc va tractar d'animar a Lucas, que solia estar deprimit la major part del temps. La realització de la pel·lícula començava a fer-se més exigent, la qual cosa li va ocasionar quadres d'hipertensió arterial i cansament. La recomanació dels metges consistir a reduir els seus nivells d'estrès, però la postproducció va conduir a rangs similars, i fins i tot majors, d'estrès en la seva persona, ocasionats per la pressió dels estudis Fox. A això se sumava que l'actor Mark Hamill havia resultat ferit durant un accident de trànsit, ferint-li la cara i fent pràcticament nul·les possibilitats de tornar a gravar, en els dies següents en qualsevol escena que pogués requerir-lo.

### Edició

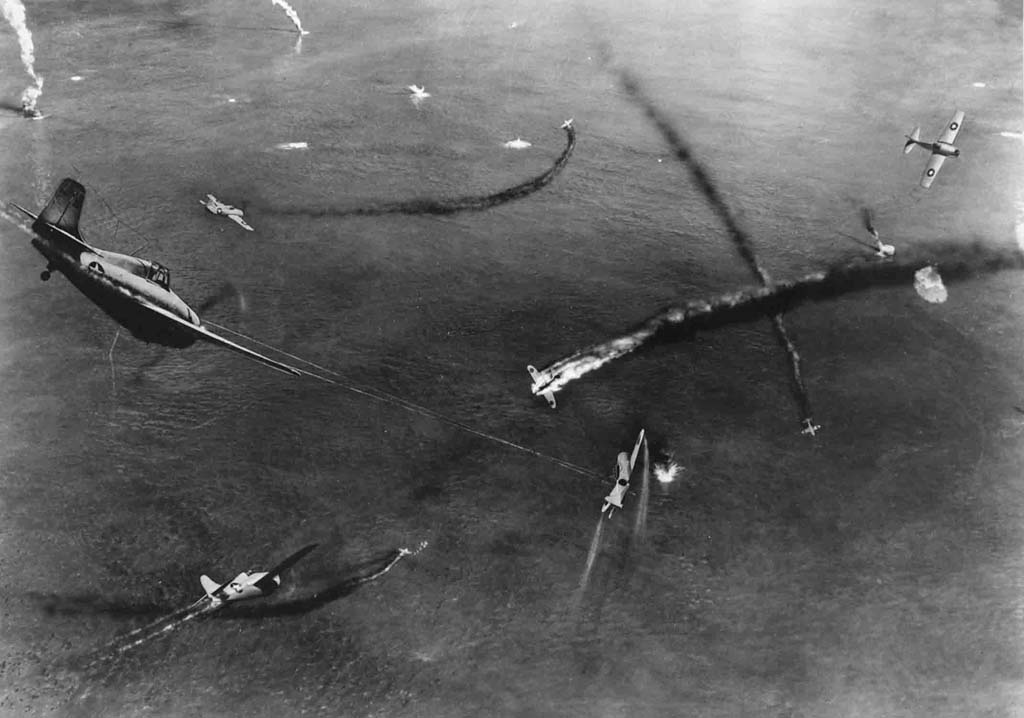
Com que l'empresa de George Lucas, Industrial Light & Magic, buscava oferir efectes especials inèdits a Star Wars, el cineasta va donar suport a l'equip amb regularitat, ensenyant en el procés a editar escenes Dogfight (combats aeris) de pel·lícules bèl·liques antigues, de manera que esperava millorar els seus coneixements en l'àrea.

Originalment, Star Wars seria estrenada el nadal de 1976, però amb els retards en la filmació, la data va ser moguda a l'estiu del 1977. Sumant-se a la proximitat del termini assenyalat en l'ultimàtum, Lucas va topar amb una primera edició desastrosa de la pel·lícula. Una vegada que va aconseguir convèncer a l'editor per fer un nou tall final, va reemplaçar al responsable de la deplorable tasca per Paul Hirsch i Richard Chew. A més, va demanar a la seva llavors dona Marcia Lucas que l'ajudés en l'edició, en aquest instant, Marcia ja estava involucrada en el film New York, New York, de Martin Scorsese. D'acord amb Chew, l'edició original tenia un «ritme sense energia», suggerint que l'anterior editor havia fet una tasca simplista (segons les seves pròpies declaracions, algunes escenes havien estat unides mitjançant «preses mestres» que acabaven per convertir-se en close-ups). En conseqüència, Hirsh i Chew treballaren simultàniament amb dos rotlles cadascun.
Mentrestant, Industrial Light & Magic coordinava els seus esforços per oferir efectes especials inèdits a la pel·lícula. Al final, l'empresa va gastar la meitat del seu pressupost en quatre preses que Lucas considerava inacceptables. En aquests moments sorgiren rumors sobre una presumpta indisciplina de diversos empleats de ILM, la qual cosa va fer que el cineasta es veiés en la necessitat d'intervenir amb regularitat per assegurar-se que es complís amb el calendari previst. Encara amb centenars de preses incompletes, ILM va haver d'acabar el seu treball dins d'un període relatiu a sis mesos, en lloc d'un any (que era el termini estipulat en un inici). Durant les seves intervencions, Lucas va ajudar a editar les escenes dogfight (combats aeris d'avions caça) d'un parell de pel·lícules antigues que contenien elements bèl·lics, amb la qual cosa volia inspirar als seus empleats per editar les escenes d'una millor manera.
Efectes especials
En l'apartat d’edició s'ha citada a l'empresa responsable dels efectes especials, Industrial Ligth and Magic, la cual va arribar al estrellat per les innovacions realitzades en aquesta cinta.
Cal ressaltar que els efectes de l'època s'han de considerar més efectes visuals, i no tant especials, posat al fet que la majoria d'ells consistien en “il·lusions òptiques” que ajudaven a aconseguir el resultat desitjat.
Per exemple, per a la majoria d'escenes en l'espai, el mètode de creació òbviament no va ser a través de programes digitals, sinó mitjançant l'ús exclusiu de l'enregistrament: es preparava una maqueta de la nau en qüestió devant d'un fons verd i la maqueta romania immòbil mentre que la càmera es movia mitjançant un nou sistema de grues programades, que generaven que en el vídeo final la nau espacial semblés que es moguès, i no la càmera.
Un altre ús curiós dels efectes especials va ser l'anomenat “matte painting”, que ajudava a allargar i engrandir els escenaris on apareixien els personatges. Una escena molt coneguda que fa ús d'aquest efecte, és en la qual el personatge de Obi Wan voreja una central imperial, la qual està a la vora del buit. La imatge de la pel·lícula és vertiginosa, ja que podem veure com el personatge té centenars de metres de caiguda lliure a la seva esquena, però en realitat, tots aquests metres són una simple il·lusió òptica aconseguida gràcies a un dibuix situat damunt de la cinta gravada originalment, en la qual,a penes hi ha mig metre de distància entre l'actor i el sòl. També podem veure implementat aquest efecte en les escenes en les quals Darth Vader baixa de la seva nau i veiem a tots els soldats imperials fent-li un passadís. Aquest passadís, igual que tot l'escenari futurista, no és més que un dibuix en el qual es va deixar un petit buit per on es veuria la cinta original, fent que quadrès la desfilada del personatge amb la resta del dibuix, per a aconseguir la il·lusió que el personatge es troba immers en aquell entorn.
Finalment, com no podria ser d'una altra manera, cal esmentar l'efecte de la famosa espasa làser, el qual va evolucionar a mesura que les pel·lícules s'anaven fent, i en el cas de la primera cinta, es va implementar el mètode més rudimentari de tots; aquest mètode consistia en un tub de llum (el qual havia d'estar connectat en tot moment) i al qual se li pintava posteriorment, fotograma a fotograma, el color de l'espasa damunt del metratge original.
Tots aquests efectes visuals, i molts més, van passar a formar part de la història del cinema i de la seva companyia creadora. Cal destacar, que tots aquests efectes, en l'actualitat, es poden fer de manera digital de manera molt més senzilla i ràpida, sense necessitat de pintar, dibuixar, ni utilitzant complexos moviments de càmeres sobre maquetes, ja que tot es soluciona digitalment.

### Efectes de so
| «                                         | En les meves primeres converses amb George Lucas, em va dir que volia una banda sonora orgànica, oposada a les electròniques i artificials que figuren com a tradicionals en el gènere. Així, i amb la idea de dissenyar un món visual que fos oxidat, abonyegat i brut, caldria crear efectes de so on hagués grinyols i motors, el que volíem era importar elements sorollosos en un món real. El bàsic en totes les pel·lícules de Star Wars ha estat compondre sons que resultin creïbles per qualsevol, a partir de coses que no puguin ser reconegudes immediatament. | » |
| — Ben Burtt, dissenyador d'efectes de so. | |   |

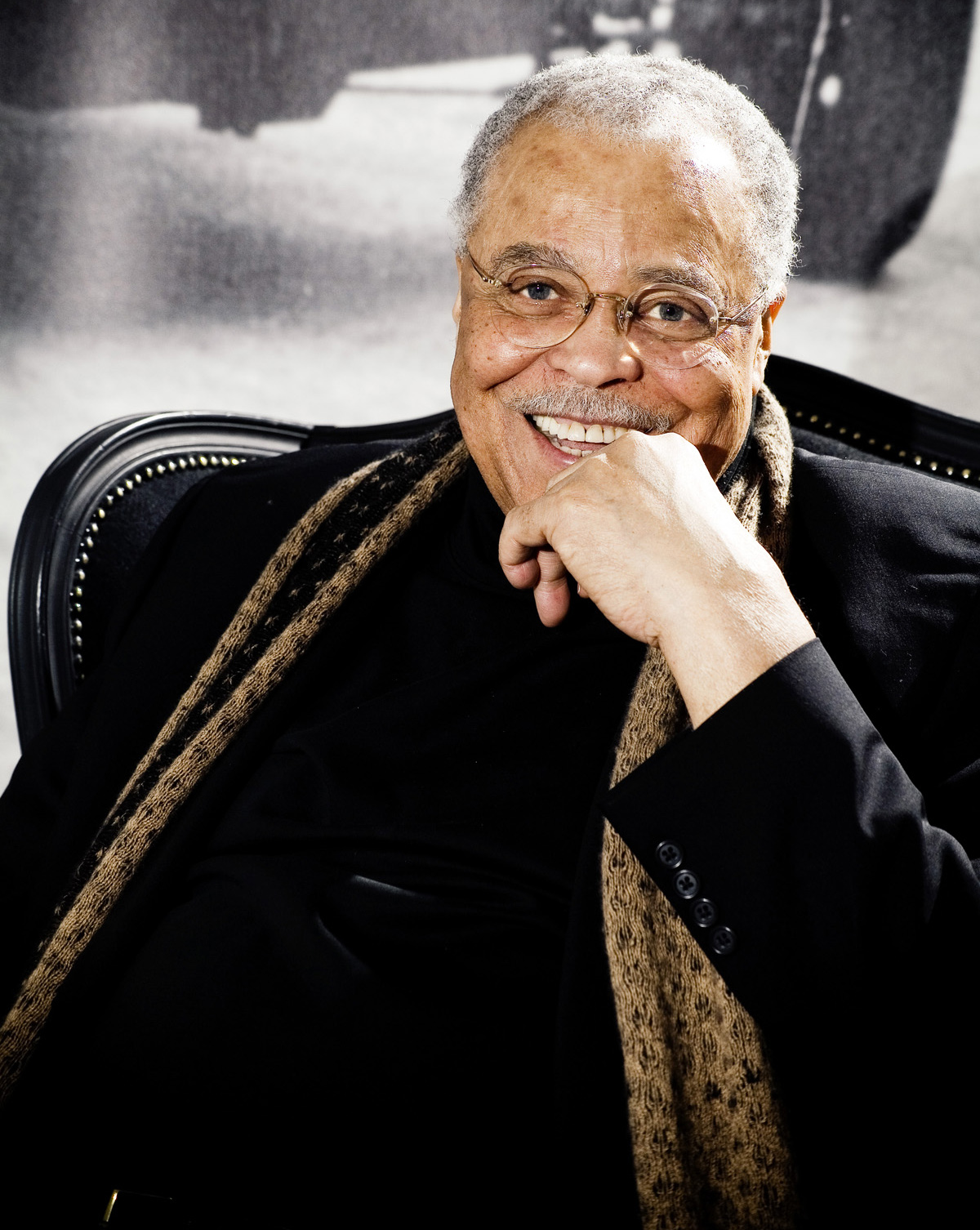
En un principi, Orson Welles havia de posar veu a Darth Vader (interpretat físicament per David Prowse), però convençuts que resultaria molt reconeixible, l'equip va escollir algú poc conegut, James Earl Jones.

Tot i el caos existent entre la producció i postproducció de Star Wars, l'equip realitzador va prendre importants decisions sobre els efectes de so que serien introduïts a la pel·lícula. Com a resultat, el dissenyador Ben Burtt va decidir crear una biblioteca de sons, a la qual més tard Lucas definiria com «una banda sonora orgànica». Mitjançant la modificació del bram d'un elefant, Burtt va aconseguir crear els sorolls dels caces estel·lars, les explosions van resultar de l'enregistrament modificat d'un cable d'acer sota tensió que era sotmès a cops constants, mentre que els característics brunzits dels sabres de llum van sorgir de barrejar els sorolls del seu televisor avariat amb els emesos per un vell projector de 35 mm. Els trets làser són producte d'un martell que colpeja al cable d'una torre d'antena de ràdio. Quant als vehicles, després de barrejar enregistraments del caça monomotor P-51 Mustang i el popular interceptor nord-americà Lockheed P-38 Lightning, el dissenyador va aconseguir compondre les vibracions d'una moto jet. De manera similar, per a l'antigravitatori landspeeder de Luke Skywalker, va gravar els estrèpits de l'autopista Harbor Freeway a Los Angeles, Califòrnia.
Per crear els grunyits de Chewbacca, Burtt va gravar i combinar sorolls provinents de: gossos, ossos, lleons, tigres i morses, a partir dels quals va conformar frases i oracions. En col·laboració amb Lucas, va compondre la veu robòtica de R2-D2 després de passar les seves veus a través d'un sintetitzador, en combinació amb canonades d'aigua i xiulets. La respiració d'en Darth Vader va ser aconseguida a partir de la respiració de Burtt a l'interior d'una màscara de busseig (proveïda d'un tanc d'oxigen) a la qual li va ser implantada 1 micròfon. Com a dada rellevant, Lucas mai va intentar utilitzar la veu de David Prowse (físicament l'intèrpret de Darth Vader, car ell no va poder prestar la seva veu a causa del seu conegut accent de la regió sud-oest d'Anglaterra). Al principi, volia que Orson Welles prestés la seva veu per al personatge, però després es convenceria que la veu de Welles seria massa reconeixible, així que va optar per escollir el poc conegut James Earl Jones. Igualment, tampoc va intentar fer el propi amb Anthony Daniels en el cas de C-3PO. Al final, fins a trenta actors de veu van participar en l'audició, però, es va decidir utilitzar la veu de Daniels.

### L'aprovació de la Fox
Quan Lucas va mostrar una de les primeres edicions definitives de la pel·lícula als seus amics, entre ells els directors: Brian De Palma, John Milius i Steven Spielberg, les seves reaccions van ser negatives. Spielberg, l'únic de l'audiència en expressar la seva aprovació, creia que la manca d'entusiasme dels altres es devia a l'absència d'efectes especials en les principals seqüències. Més tard, Lucas va comentar que ells havien estat honestos amb ell, lluint atordits durant la projecció especial del seu llargmetratge. En contrast amb la majoria, Alan Ladd i 20th Century Fox van quedar fascinats, un dels executius, Gareth Wigan, li va dir el director, «aquesta és la millor pel·lícula que he vist en tota la meva vida», revelant que fins i tot havia plorat durant l'exhibició. Lucas en escoltar això amb sobresalt, va concloure que havia resultat gratificant per a ell, ja que mai havia aconseguit ser acreditat per algun dels executius de l'estudi. Tot i que els retards van incrementar el pressupost original (de 8 a 11 milions de dòlars), la pel·lícula continua sent la menys costosa de la franquícia.

### Banda sonora
| «            | Cap composició orquestral ha tingut major influència en la història del cinema i en els seus elements musicals que l'original de Star Wars. En un període significatiu per les bandes sonores, on començava a emfatitzar en orquestres més petites i en el gènere pop, els col·leccionistes temien que els dies gloriosos de Ben Hur i Lawrence d'Aràbia haguessin passat […] Però l'ús d'un tema musical prominent i diversos leitmotiv en 1977 va aconseguir ser un retorn indispensable a la influència wagneriana de l'època daurada de Hollywood. En altres paraules, l'existència de tants temes memorables, i la seva relació perfecta amb els personatges i escenaris de la pel·lícula va ser una mena de concepte revolucionari en aquests dies. Després de cinc preses tan sols en el primer dia de les sessions de gravació, Williams i Lucas van combinar 3 leitmotiv per formar les melodies principals que ara resulten familiars per qualsevol. Juntament amb la fanfàrria van venir dues composicions primàries: una per a la Força i altra per a la Princesa Leia. | » |
| — Filmtracks | |   |

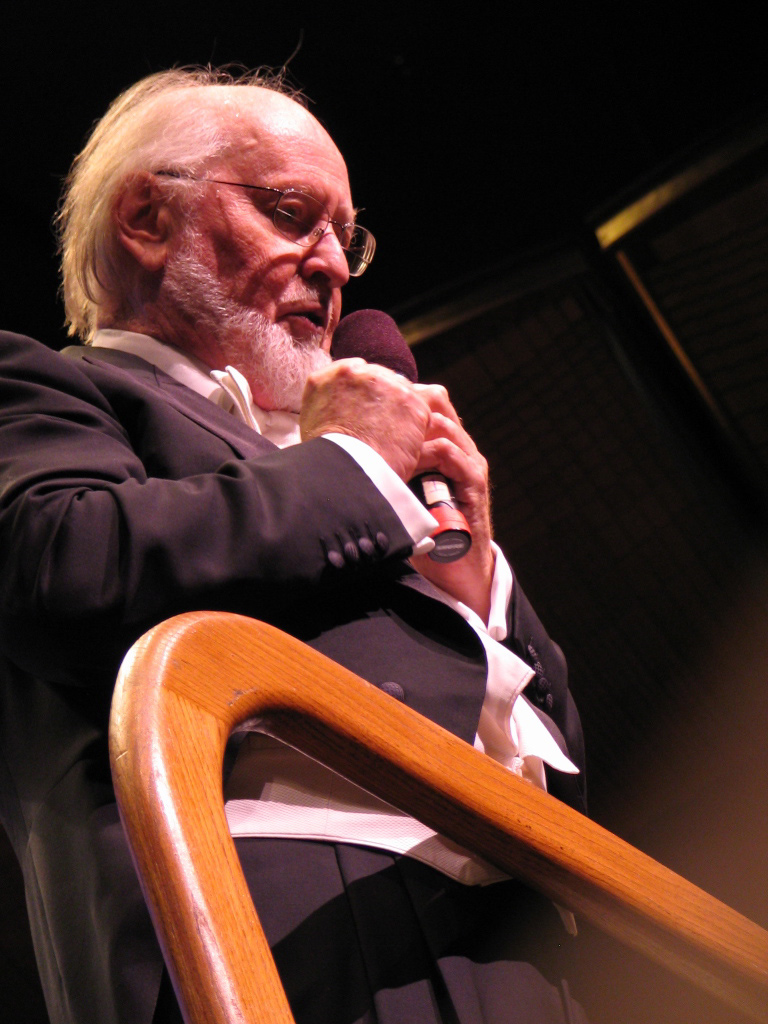
John Williams, que havia treballat prèviament a la banda sonora de Jaws, per la qual va guanyar un premi Oscar, va ser l'encarregat de compondre la banda sonora de Star Wars, mitjançant la introducció de diversos leitmotiv en els temes principals.

Per recomanació del seu amic Steven Spielberg, Lucas va decidir contractar el compositor John Williams, que havia treballat prèviament a la banda sonora de Jaws, per la qual va guanyar un premi Oscar. Lucas sentia que la naturalesa cinematogràfica de Star Wars havia de representar visualment a mons completament nous i desconeguts, i respecte a la musicalitat volia aconseguir que les audiències es familiaritzessin emocionalment amb aquesta. El març de 1977, Williams va començar a dirigir l'Orquestra Simfònica de Londres, buscant gravar la banda sonora de la pel·lícula en 20 dies. Després de 8 sessions de gravació als estudis Anvil d'Anglaterra, i sota l'orquestració de Herbert W. Spencer, la banda va ser llançada, de manera simultània a la pel·lícula, amb el títol Star Wars - Original Soundtrack en format de llarga durada que incloïa un pòster il·lustrat per John Berkey on es descrivia a la batalla final de l'assalt a l'estrella de la mort. Cal destacar que Williams va optar per no seguir l'ordre cronològic de la pel·lícula, amb la finalitat de proveir varietat musical al producte final, el contingut arriba a 75 minuts de durada, distribuïts en 16 pistes. Més tard, Polydor Records va distribuir la banda sonora en format compacte. El 1993, 20th Century Fox va llançar una caixa recopilatòria de 4 discs, amb les bandes sonores de la primera trilogia de Star Wars.
Com que volia un so musical majestuós per Star Wars, a partir de leitmotiv que brindarien distinció a les composicions, Lucas va ajuntar les seves peces orquestrals preferides per conformar la banda sonora del seu film, tot i que després Williams el convenceria que una música original havia de ser única i més unificada. Tanmateix, només algunes peces finals del compositor van ser influenciades per les melodies preferides de Lucas. El tema principal va ser inspirat en la composició de Kings Row (1942), creada per Erich Wolfgang Korngold, mentre que la pista Dune Sea of Tatooine va ser traçada a partir de l'obra musical d'Alessandro Cicognini per Ladri di biciclette (1948). L'American Film Institute va catalogar la banda sonora de Star Wars com «la millor de tots els temps» en el seu llistat AFI's 100 anys... 25 anys de bandes sonores.

## Promoció i estrena

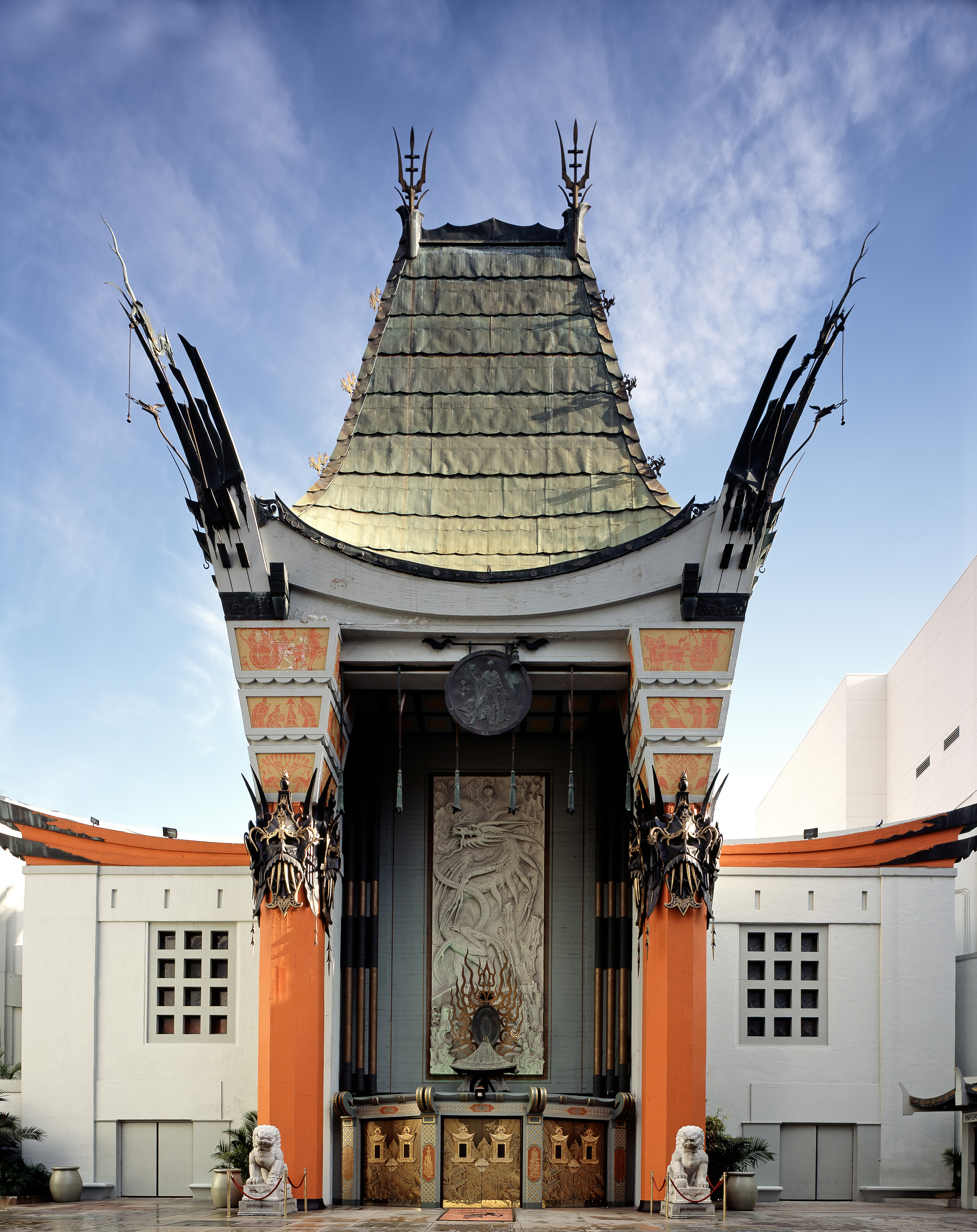
Grauman's Chinese Theatre, lloc on a la seva entrada hi ha les empremtes dels actors que interpretaren a C-3PO, R2-D2 i Darth Vader, el 1977.

Donat el poc suport que va rebre per part de 20th Century Fox, més enllà de la concessió de llicències per a la comercialització de samarretes i pòsters, la productora Lucasfilm va contractar a Charles Lippincott com a director de màrqueting de Star Wars. Aquest va aconseguir un tracte amb Stan Lee i Marvel Comics per adaptar la pel·lícula a un còmic i un altre amb l'editorial Del Rey per a la novel·lització, per la seva banda, Kenner Co. va acceptar fer una petita línia de vehicles i ninots d'acció basats en els personatges de la pel·lícula. 20th Century Fox, cautelosa davant la possibilitat que altres pel·lícules estiuenques com Smokey and the Bandit vencessin a Star Wars a la taquilla, va traslladar la data d'estrena al dimecres anterior al Memorial Day, és a dir, el 25 de maig de 1977. Tanmateix, l'escassa publicitat que va tenir la pel·lícula va provocar que menys de quaranta sales de cinema acceptessin projectar-la i, en resposta a això, la Fox va exigir que per exhibir Més enllà de la mitjanit, pel·lícula basada en el best seller homònim de Sidney Sheldon (i que la productora anava a estrenar en aquest mateix període), també havien d'exhibir Star Wars.
La pel·lícula va ser estrenada finalment en 32 sales dels Estats Units, sent un èxit immediat. Durant les tres primeres setmanes de la seva projecció, les accions de Fox van doblar el seu valor, mentre que els seus guanys anuals van passar de 37.000.000-79.000.000 dòlars en 1977. Aquest èxit es va aconseguir traslladar també a la resta del món, en part per la neutralitat cultural de la pel·lícula. Alan Ladd, Jr, qui va acudir a l'estrena al Japó un any després, va témer que la pel·lícula seria un fracàs quan, després de finalitzar la seva projecció, tot el públic va guardar silenci, posteriorment va saber que, en aquest país, el silenci era la millor forma d'honrar una pel·lícula. Mentrestant, milers de fans van assistir a una cerimònia celebrada al Grauman's Chinese Theatre, on C-3PO, R2-D2 i Darth Vader deixen petjades en l'entrada posterior del teatre.
Com que la campanya promocional de Star Wars era objecte de desig de milers de nens, les reserves de joguines elaborats per Kenner Co. es van esgotar ràpidament i l'empresa va idear una campanya per al Nadal: comprant una caixa amb tan sols un val en el seu interior, podria canviar aquest per la joguina el març de 1978. Poc després, Lippincott començaria a concebre nombroses idees per promocionar Star Wars, entre elles les caretes dels personatges que van aparèixer en les caixes de cereals Kellog's o els cromos col·leccionables que regalaven amb els xiclets.
En un inici, la pel·lícula va ser titulada com Star Wars, sense els afegits l'Episodi IV ni Una nova esperança. A conseqüència de l'estrena de L'Imperi contraataca, el 1980, Star Wars va canviar de nom a Star Wars: episodi IV: Una nova esperança. Tot i que Lucas va dir que només havia pensat a fer sis pel·lícules, alguns representants de Lucasfilm parlaren de fer-ne nou. La pel·lícula va ser reestrenada en cinemes el 1978, 1979, 1981, 1982 i 1997.

### Edició especial

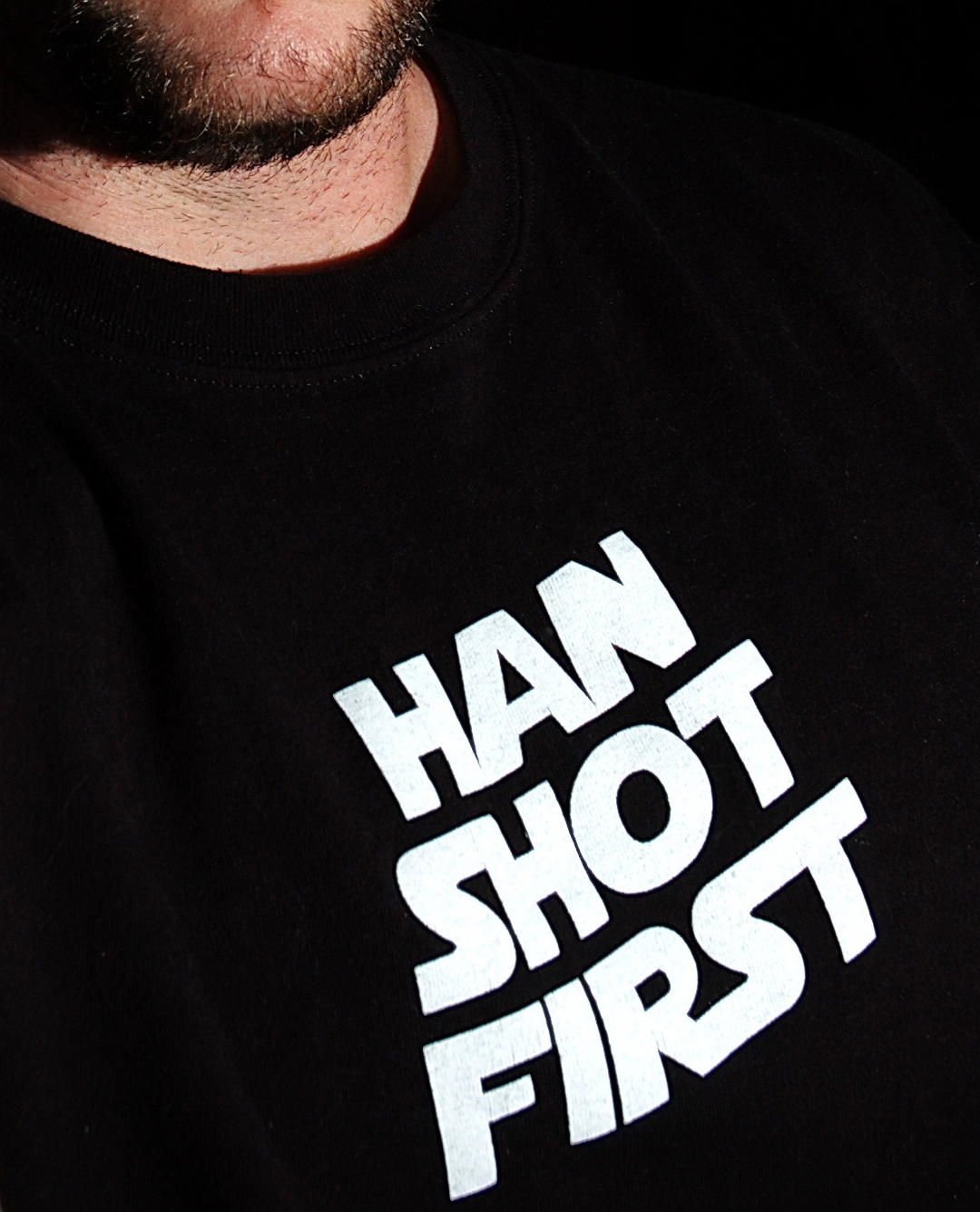
Samarreta amb la inscripció «Han shot first» («Han disparà primer») que es va comercialitzar a causa d'un canvi en l'edició especial d'Una nova esperança, estrenada el 1997.

Després que Industrial Light & Magic creés imatges generades per ordinador per a la pel·lícula Parc Juràssic, de Steven Spielberg, George Lucas va concloure que la tecnologia existent en aquesta època era l'adequada per desenvolupar la seva visió original de Star Wars. La trilogia va ser millorada digitalment, tant en els aspectes relacionats amb la imatge com amb el so, i es van incloure noves escenes que havien estat inaccessibles durant la seva projecció original en cinemes causa de restriccions tant financeres com tecnològiques, així com per falta de temps. Amb motiu de la celebració del vintè aniversari de la seva estrena, la nova versió d'Una nova esperança (amb quatre minuts i mig més de durada i una banda sonora completament reelaborada) va ser reestrenada en cinemes el 31 de gener de 1997 i uns pocs dies després passaria el mateix amb L'Imperi contraataca i El retorn del jedi.
Entre les escenes afegides en Una nova esperança cal destacar una en què Jabba el Hutt visita a Han Solo a l'hangar on està apostat el Falcó Mil·lenari, diversos plànols del port espacial de Mos Eisley o la trobada de Luke Skywalker amb el seu vell amic Biggs Darklighter. Encara que la major part dels canvis van ser menors o cosmètics en la seva naturalesa, alguns fans van creure que Lucas havia degradat la pel·lícula amb les noves adicions. Un dels canvis més controvertits va ser l'enfrontament entre Han Solo i Greedo a la cantina de Mos Eisley, en la versió original, només dispara a Greedo i aquest mor sense arribar a respondre, mentre que en la versió editada és el caçarrecompenses el que ataca primer. A conseqüència d'això, els fans van començar a comercialitzar una samarreta en què apareixia la inscripció «Han shot first» («Han disparà primer»).

## Recepció

### Recaptació
Star Wars va debutar en cinemes el 25 de maig de 1977, sent exhibida en 32 sales nord-americanes i recaptant 254.809 $ als Estats Units al final d'aquell mateix dia. Durant el seu primer cap de setmana a les cartelleres va obtenir 1.554.475 $ addicionals, amb exhibicions en 43 cinemes regionals (11 sales més que en el seu debut), en el seu quinzè cap de setmana (2 - 5 de setembre) va recaptar 7.737.847 $ als Estats Units, xifra que es va convertir en el seu principal èxit financer durant aquell any. Finalment, va percebre guanys de 460.998.007 $ a tot el territori nord-americà, el que representa un 59,5% de la seva recaptació total. Respecte a la seva recepció internacional, va obtenir 6.806.951 $ només en el primer cap de setmana, comptant amb projeccions en 757 sales de cinema, va recaptar fins a 314.400.000 $ (xifra que representa un 40,5% dels seus guanys totals). A més és considerada com la pel·lícula més reeixida dins de les classificacions regionals G i PG (emeses per la Motion Picture Association of America), superant pel·lícules com Shrek 2, E. T. l'extraterrestre, Buscant en Nemo i The Lion King.
En endavant, Star Wars trencaria diversos rècords de recaptació, convertint-se en un dels primers blockbusters en la història del cinema. Va passar a convertir-se en la pel·lícula amb majors recaptacions de 1977, igual que la més reeixida de tots els temps fins que va ser estrenada E. T. l'extraterrestre el 1982. El primer de les seves reestrenes va tenir lloc el 1982, obtenint guanys per valor de 460.998.007 $ i sent projectada en 1.070 sales, únicament als Estats Units. El segon rellançament va succeir com a part de l'edició especial de Lucas sobre la trilogia original, el 1997, amb recaptacions de 579.646.015 $ a escala mundial. De nou va ser considerada com la més reeixida, encara que tornaria a ser superada ara per Titanic, pel·lícula de James Cameron. Tenint en compte els ajustos per inflació, ocupa el tercer lloc dins de les pel·lícules amb majors recaptació als Estats Units, per sota d'Allò que el vent s'endugué (1939) i Avatar.
Des de llavors, continua sent una de les cintes més reeixides de tots els temps, és la tercera amb més guanys de la franquícia, únicament sobrepassada per L'amenaça fantasma i La venjança dels Sith. A manera d'anècdota personal, Lucas va esmentar que havia passat la major part del dia de l'estrena en un estudi de so ubicat a Los Angeles. En sortir a buscar menjar amb la seva llavors dona Marcia, es van trobar amb una gran quantitat de persones a les banquetes del Mann's Chinese Theatre, esperant entrar per veure Star Wars.

### Crítica
A la seva estrena, la pel·lícula va rebre crítiques força positives. En la seva avaluació original, Roger Ebert la va descriure com «una experiència extracorporal», comparant els efectes especials amb els de 2001: una odissea de l'espai i concloent que la veritable «Força» rau en la seva «narrativa pura». Igualment, Vincent Canby de The New York Times la va catalogar com «la pel·lícula que mantindrà entretingudes a moltes generacions futures que des d'ara guarden un tracte sensible cap als rituals virtuals amb què es creen les aventures d'un còmic». Hi va haver algunes reaccions negatives, entre les quals destaca la de Pauline Kael, de la revista The New Yorker, que ha citat «les mancances de respir i lírica» com els factors causants que el film no tingués una «connexió emocional» amb les audiències. Seguint un enfocament semblant, Jonathan Rosenbaum va esmentar que «cap dels personatges té profunditat, ¡en canvi, són tractats de la mateixa manera que els objectes i paratges fantàstics!», i Peter Keough, del diari Boston Phoenix, va assenyalar que Star Wars «és una selva plena de cinema de mala qualitat, de forma similar al munt de droides furtats, trencats i escassament funcionals dels jawas». Sumant-se a aquesta llista es troba Stanley Kauffmann, de la revista The New Republic, que va destacar que «el seu treball aquí [referint-se a la direcció de Lucas] llueix menys originalitat que THX 1138».
D'acord amb el lloc web Rotten Tomatoes, de 59 crítiques existents al seu portal només quatre no van respondre favorablement al resultat de la pel·lícula, concloent que «els efectes especials i l'acció eren les consideracions principals». El 1989, la Filmoteca estatunidenca de la Biblioteca del Congrés la va considerar com una «pel·lícula cultural, estètica o històricament important», mentre que el 2006 el Sindicat de Guionistes dels Estats Units va triar el guió original de Lucas com un dels 101 millors mai redactats. Sota el mateix tractament, l'institut American Film Institute s'enllistà Star Wars com un dels 100 millors films del segle XX, així com una de les millors en el gènere del thriller, figurant també per al mateix com una de les més influents en la cinematografia contemporània. Conjuminat això, el personatge Han Solo és considerat com un dels 15 herois ficticis més inspiradors, com Obi-Wan Kenobi. Finalment, la frase «Que la força t'acompanyi» és una de les 10 millors frases en la història del cinema nord-americà, mentre que la banda sonora de John Williams és una de les més populars. Respecte a l'acollida a Europa, una enquesta duta a terme pel Channel 4 al Regne Unit va determinar que Una nova esperança (juntament amb la seva continuació, L'Imperi contraataca) és la millor pel·lícula de tots els temps.

### Premis

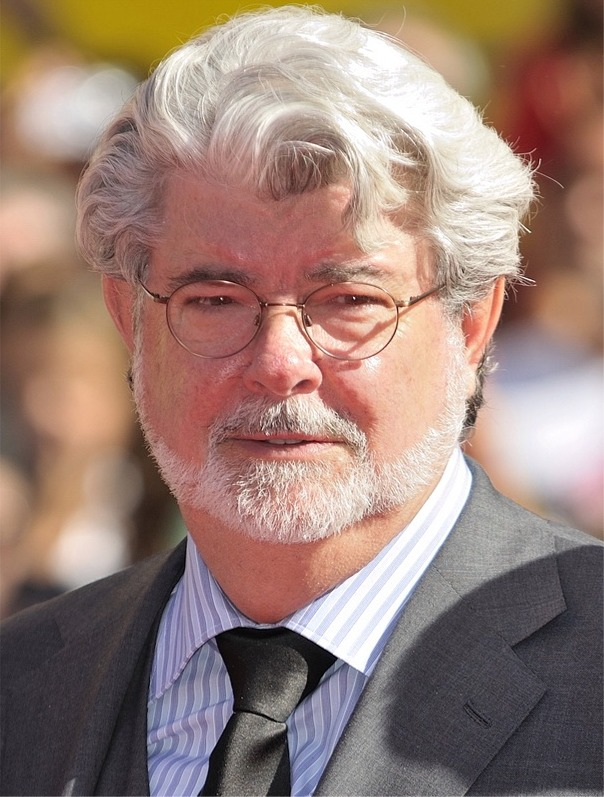
George Lucas va ser nominat a nombrosos premis per la direcció de Star Wars i, encara que va perdre la seva candidatura als premis Oscar contra Woody Allen per Annie Hall, la seva pel·lícula es va emportar diversos guardons.

Després del seu reeixit pas per les taquilles internacionals, Star Wars va obtenir 6 premis Oscar i un premi especial al mèrit per Ben Burtt pel seu treball en l'edició de so, resultant a més nominada en els premis Globus d'Or dins de les categories de «millor pel·lícula dramàtica», «millor director», «millor banda sonora» i «millor actor de repartiment», aquesta última per Alec Guinness. Poc després, rebria sis nominacions més als premis de l'Acadèmia Britànica (incloent «millor pel·lícula», «millor so» i «millor edició»), de les quals va triomfar en dos. Així mateix, la banda sonora de John Williams va obtenir un premi Grammy com «millor banda sonora original per a una pel·lícula o programa de televisió». Altres guardons obtinguts inclouen un premi Hugo («millor representació dramàtica»), dues recompenses per Alec Guinness i George Lucas en la cerimònia dels Evening Standard British Film Awards, un Golden Screen, un Hochi Film Award com «millor pel·lícula en llengua estrangera», dos premis a Los Angeles Film Critics Association Awards («millor música» i «millor pel·lícula»), un People's Choice Award en ser triada com la preferida de les audiències, un premi escollit pels lectors en els Kinema Junpo Awards de 1979, un reconeixement especial de l'Associació d'escriptors de ciència-ficció i fantasia dels Estats Units, un guardó per al personatge Chewbacca en els premis MTV Movie Awards de 1997 i un premi especial de l'Acadèmia de pel·lícules de ciència-ficció, fantasia i terror per la celebració del seu 20è aniversari. Dins de les distincions figuren una nominació al premi Eddie (atorgat per l'organització American Cinema Editors) per l'edició, al costat d'una addicional de l'Acadèmia Japonesa com «millor pel·lícula en llengua estrangera», una altra del Sindicat de Directors dels Estats Units per Lucas al costat de dues mencions en els premis Satellite respecte al seu llançament en DVD, per finalitzar amb una nominació als premis del Sindicat de Guionistes dels Estats Units en l'àrea de «millor comèdia escrita directament per a una pel·lícula».
| Premi             | Categoria                                          | Receptor(s)                                                         | Resultat   |
| ----------------- | -------------------------------------------------- | ------------------------------------------------------------------- | ---------- |
| Premis Oscar      | Millor pel·lícula                                  | Gary Kurtz                                                          | Nominat    |
| Premis Oscar      | Millor director                                    | George Lucas                                                        | Nominat    |
| Premis Oscar      | Millor actor secundari                             | Alec Guinness                                                       | Nominat    |
| Premis Oscar      | Millor guió original                               | George Lucas                                                        | Nominat    |
| Premis Oscar      | Millor direcció artística                          | John Barry Norman Reynolds Leslie Dilley Roger Christian            | Guanyadors |
| Premis Oscar      | Millor vestuari                                    | John Mollo                                                          | Guanyador  |
| Premis Oscar      | Millors efectes visuals                            | John Stears John Dykstra Richard Edlund Grant McCune Robert Blalack | Guanyadors |
| Premis Oscar      | Millor muntatge                                    | Paul Hirsch Marcia Lucas Richard Chew                               | Guanyadors |
| Premis Oscar      | Millor banda sonora                                | John Williams                                                       | Guanyador  |
| Premis Oscar      | Millor so                                          | Don MacDougall Ray West Bob Minkler Derek Ball                      | Guanyadors |
| Premis Oscar      | Premi especial al mèrit                            | Benjamin Burtt, Jr.                                                 | Guanyador  |
| Premi Globus d'Or | Millor pel·lícula dramàtica                        |                                                                     | Nominada   |
| Premi Globus d'Or | Millor director                                    | George Lucas                                                        | Nominat    |
| Premi Globus d'Or | Millor actor secundari                             | Alec Guinness                                                       | Nominat    |
| Premi Globus d'Or | Millor banda sonora                                | John Williams                                                       | Guanyador  |
| Premis Saturn     | Millor actor - ciència-ficció                      | Mark Hamill                                                         | Guanyador  |
| Premis Saturn     | Millor actriu                                      | Carrie Fisher                                                       | Guanyadora |
| Premis Saturn     | Millor vestuari                                    | John Mollo                                                          | Guanyador  |
| Premis Saturn     | Millor director                                    | George Lucas                                                        | Guanyador  |
| Premis Saturn     | Millor maquillatge                                 | Rick Baker Stuart Freeborn                                          | Guanyadors |
| Premis Saturn     | Millor música                                      | John Williams                                                       | Guanyador  |
| Premis Saturn     | Millor pel·lícula de ciència-ficció                |                                                                     | Guanyador  |
| Premis Saturn     | Millors efectes especials                          | John Dykstra John Stears                                            | Guanyadors |
| Premis Saturn     | Millor actor secundari                             | Alec Guinness                                                       | Guanyador  |
| Premis Saturn     | Millor guió                                        | George Lucas                                                        | Guanyador  |
| Premis Saturn     | Millor muntatge                                    | Paul Hirsch Marcia Lucas Richard Chew                               | Guanyadors |
| Premis BAFTA      | Premi Anthony Asquith a la millor música de cinema | John Williams                                                       | Guanyador  |
| Premis BAFTA      | Millor so                                          | Diversos                                                            | Guanyadors |
| Premis BAFTA      | Millor disseny de vestuari                         | John Mollo                                                          | Nominat    |
| Premis BAFTA      | Millor pel·lícula                                  |                                                                     | Nominada   |
| Premis BAFTA      | Millor muntatge                                    | Paul Hirsch Marcia Lucas Richard Chew                               | Nominats   |
| Premis BAFTA      | Millor direcció artística                          | John Barry                                                          | Nominat    |
| Premis Grammy     | Millor banda sonora escrita per a una pel·lícula   | John Williams                                                       | Guanyador  |
| MTV Movie Awards  | Premi a la trajectòria                             | Chewbacca                                                           | Guanyadors |

## Versió domèstica
La pel·lícula va ser llançada en VHS, Betamax i Laserdisc durant els anys 1980 i 1990 per CBS/Fox Video. La primera edició d'Una nova esperança va ser llançada en vídeo el 1982, però només per als clients de lloguer. Va ser posat a disposició per a la seva compra el 1984. Una cinta THX remasteritzada va donar al mercat el 1995, seguit dos anys després per les versions voltes a treballar en una trilogia de Star Wars Trilogy: Special Edition box set.
- Producció: Lucasfilm Ltd. i 20th Century Fox
- Distribució: 20th Century Fox
- Duració: 125min
- Tipus de disc: DVD 9
- Format TV: 16:9 panoràmic
- Format CINE: 2.35:1
- So/Idioma: Dolby Digital 5.1 EX castellà i anglès
- Subtítols: Castellà i anglès

La pel·lícula va ser llançada per primera vegada en DVD el 21 de setembre de 2004, en una caixa recopilatòria al costat de L'Imperi contraataca, El retorn del jedi i un disc extra que inclou quatre hores de contingut addicional sobre la creació, producció i altres aspectes de la trilogia. Les pel·lícules, que han estat restaurades i remasteritzades, inclouen diversos canvis realitzats per George Lucas i millores pel que fa a l'edició estrenada als cinemes el 1997, com els canvis en els trets i sabres làser o un nou Jabba el Hutt.
Una nova esperança es va rodar utilitzant una pel·lícula de 35 mm, encara que una vegada gravada es va exhibir el 1977 i el 1997 en còpies de doble Aspecte, és a dir, inflades a 70mm per millorar el seu aspecte visual. Aquesta edició en DVD respecta el format original de les sales de cinema, amb una relació d'aspecte de 2.35:1, encara que també inclou el format 16:9. La pel·lícula es va estrenar en Dolby Estèreo, en Dolby Digital en l'edició de 1997 i en Dolby Digital 5.1 EX en aquesta edició en DVD.
El quart DVD inclou diversos documentals entre els quals destaca Imperi dels somnis: la història de Star Wars que, amb una durada de dues hores i mitja, repassa principalment tota la producció de la trilogia. S'inclouen a més els tràilers i alguns anuncis televisius que van servir per promocionar les tres pel·lícules.
La trilogia va ser reeditada en DVD en edicions especials separades en caixes amb dos discos per temps limitat (des del 12 de setembre de 2006 fins al 31 de desembre del mateix any). El primer disc contenia la mateixa versió editada el 2004, però com a novetat es va afegir la versió original sense canvis de 1977 en el segon disc.
Les sis pel·lícules de la saga van ser posades a la venda per a Blu-ray Disc el 16 de setembre de 2011 en tres edicions diferents, Una nova esperança es pot adquirir en un set de la trilogia original i en un set amb les 5 altres pel·lícules i 40 hores d'extres.

## Adaptacions

### Novel·la
Charles Lippincott, director de màrqueting de Star Wars, va signar un contracte el novembre de 1976 amb George Lucas i l'editorial Del Rey per a la publicació d'una novel·la basada en el guió de la pel·lícula. Tot i que s'acredita l'autoria oficial a Lucas, el veritable autor va ser Alan Dean Foster, qui després redactaria la primera novel·la de l'univers expandit de Star Wars, Splinter of the Mind's Eye, on continua la trama d'Una nova esperança. El llibre va ser publicat el desembre d'aquest mateix any (sis mesos abans de l'estrena de La guerra de les galàxies en cinemes), sota el títol Star Wars: From the Adventures of Luke Skywalker (en edicions posteriors van ser redenominades com Star Wars (1995) i Star Wars: Episode IV - a New Hope (1997).
Algunes escenes eliminades, que més tard apareixerien en la versió radiofònica de la pel·lícula i al DVD, van ser incloses també en la novel·la, com la trobada de Han Solo i Jabba el Hutt a Mos Eisley o el de Luke Skywalker i el seu amic Biggs Darklighter a l'estació Tosche. Hi ha a més alguns detalls que canvien respecte a la pel·lícula, per exemple, Obi Wan no se sacrifica, sinó que és executat per Darth Vader i, en la batalla de Yavin, Luke és anomenat «blau cinc», mentre que en la pel·lícula és «vermell cinc».

### Còmic
Marvel Comics va adaptar la pel·lícula en una sèrie de sis números a la sèrie "Star Wars". El primer còmic de la sèrie va ser el primer en superar el milió de còpies des de l'any 1960, mitjançant tres reimpressions. Almenys els tres primers números de la sèrie van superar el milió de còpies. Roy Thomas va ser l'escriptor i Howard Chaykin va ser l'artista de l'adaptació. Igual que la novel·lització, contenia certs elements, com ara l'escena amb Luke i Biggs, que apareixien en el guió, però no en la pel·lícula acabada. La sèrie va tenir tan èxit en una època dolenta de Marvel que l'editor en cap Jim Shooter va dir que ella sola havia salvat Marvel." El mateix any ja va ser publicat, només en castellà, per la catalana Editorial Bruguera que també la va reeditar el 1978. El 1981 va ser reeditada per Ediciones Vértice. Posteriorment ha tingut moltes més reedicions per Marvel, Marvel UK, Brown Watson i Dark Horse Comics. A partir de la reedició de Dark Horse es va tornar a publicar noves versions en castellà per part de Norma Editorial i Editorial Planeta.
L'adaptació de Marvel Comics va continuar en forma de sèrie oberta continuant la numeració i arribant als 107 números.
El 2013, Dark Horse Comics va publicar una adaptació en vuit còmics de la trama del guió original amb el títol de The Star Wars.

### Ràdio

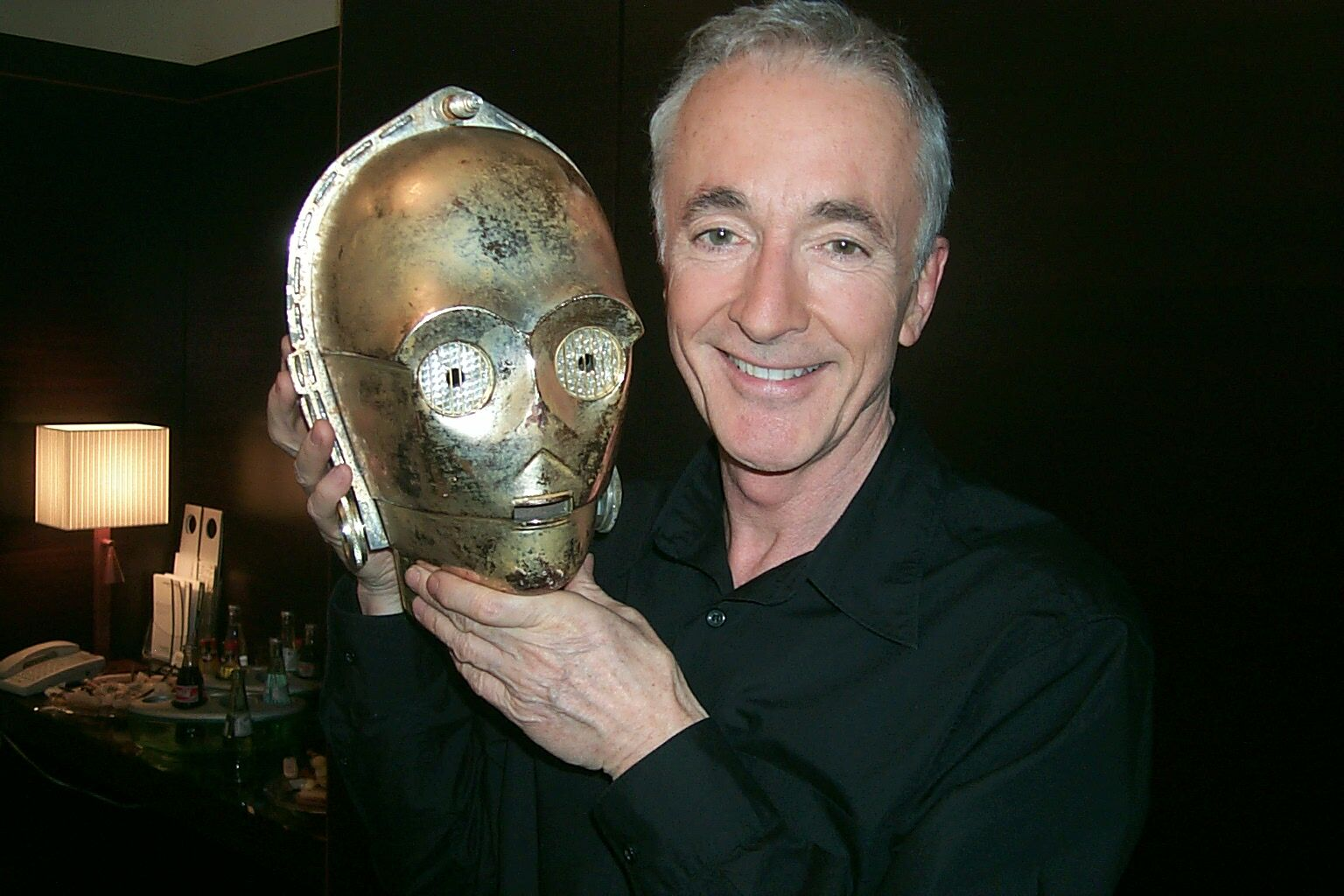
Anthony Daniels, l'actor que interpreta C-3PO en la pel·lícula, va repetir el seu paper en l'adaptació radiofònica realitzada per la National Public Radio.

George Lucas va donar els drets de Star Wars a la cadena de ràdio KUSC-FM, filial de la National Public Ràdio. L'escriptor de ciència-ficció Brian Daley es va encarregar d'estendre el guió de la pel·lícula i el va dividir en tretze episodis amb una durada total de sis hores i mitja. El director John Madden va dirigir l'adaptació, que va comptar amb els actors Mark Hamill i Anthony Daniels per aportar la seva veu als seus respectius personatges en la pel·lícula, Luke Skywalker i C-3PO. Després de deu dies de gravació, l'enginyer de so Tom Voegeli es va encarregar de muntar l'adaptació, utilitzant la música de John Williams i els efectes sonors que Ben Burtt havia creat per a la pel·lícula.
El repartiment principal estava format per:
- Mark Hamill com Luke Skywalker.
- Ann Sachs com Leia Organa.[80]
- Perry King com Han Solo.[81]
- Bernard Behrens com Obi-Wan Kenobi.[82]
- Brock Peters com Darth Vader.[83]
- Anthony Daniels com C-3PO.
- Keene Curtis com Wilhuff Tarkin.[84]

L'adaptació radiofònica va ser emesa el 1981 per la National Public Ràdio, rebent una audiència mitjana de 750.000 oients per episodi. En ella, Daley va incloure algunes escenes que van ser eliminades del tall final de la pel·lícula, com una en què la princesa Leia rep els plànols de l'Estrella de la mort a Alderaan, una altra en què Luke Skywalker observa amb els seus binoculars la batalla espacial sobre el planeta Tatooine o una altra en la qual Darth Vader realitza un interrogatori a la princesa Leia.